# 遊佐木斎
遊佐 木斎（ゆさ ぼくさい、万治元年12月16日（1659年1月8日） - 享保19年10月16日（1734年11月11日））は、江戸時代中期の儒学者。名は養順、のちに好生と改めた。通称は清兵衛、あるいは次郎左衛門、木斎と号す。

## 生涯
陸奥国栗原郡において、仙台藩・伊達家に仕える武士の家に生まれる。17歳で君命により大島良設に学び、その後、京都に出て米川操軒・中村惕斎に学び、のち山崎闇斎に師事。天和年間に仙台藩儒員となり藩主・伊達綱村に近侍して垂加流神道を進講。藩史の編纂に従事し、その功績により番頭となる。その門から佐久間洞厳・菅原南山・高橋玉斎・国分悔愆などを出した。77歳で没する。

## 思想
山崎闇斎に師事して後は儒学のみならず神道の研究に力を入れ、闇斎と同じく皇統が永遠に続くべきであると主張し、放伐を否定する。同時代の室鳩巣と論争し、中国に対する日本の「一王一統の政治」の優位を説いた。

## 著書
- 『敬説』
- 『皇極内篇発微』
- 『人倫箴』2巻
- 『孿生抄』
- 『四十七士論』
- 『遊佐氏紀念録』…編年体の自伝。『木斎紀年録』ともいう。